# Lawson (groupe)
Pour les articles homonymes, voir Lawson.
Lawson, anciennement connu sous le nom de The Grove, est un groupe de rock britannique, originaire du Dorset (Angleterre du Sud-Ouest). Composé de quatre membres, l groupe est signé sous le label Polydor. Son premier single When She Was Mine se classe à la 4e place des classements UK Singles Chart et du Irish Singles Chart.

## Biographie

### Débuts (2009–2012)
Après la fin de ses études au Brit Style Music School, Adam Pitts se lance à la recherche d'un chanteur pour former un groupe c'est alors qu'il entre en contact avec Andy Brown à travers sa page Myspace. Trois mois plus tard, Andy présente à Adam un bassiste Ryan Fletcher, un étudiant au Brit Style Music School, qui par la suite leur présente son amie d'enfance et guitariste Joel Peat. Et c'est ainsi que le groupe est né. Le nom The Grove vient du nom d'un shopping center aux États-Unis, qui portait ce même nom. Peu de temps après, ils décident de le rebaptiser en Lawson en l'honneur du Dr Lawson qui était le docteur qui a sauvé la vie de Andy après la chirurgie de celui-ci due à une tumeur cérébrale diagnostiquée à ses 19 ans. À leurs débuts, ils jouent au Wireless Festival.
C'est en 2011 que le groupe gagne en popularité grâce à leur participation à la tournée The Behind Bars Tour, La première tournée du groupe montant The Wanted. Le groupe fait une grande impression dans le public et reçoit de bonnes critiques des fans. Ayant développé une amitié avec The Wanted, ils participent une seconde fois à leur tournée mais cette fois-ci c'était pour the Code Tour. Ils ont également déclaré que The Wanted était une inspiration pour eux surtout après le parcours de ces derniers et leur réussite au U.S. Le 8 septembre 2011, le groupe signe avec Polydor Records pour un contrat de deux albums.

### Chapman Square(2012–2013)
Lawson dévoilent que leur premier album Chapman Square sortira le 22 octobre 2012. « Nous sommes tous tellement excités de sortir notre premier album, nous avons tellement travaillé dure ces quatre dernières années, et le titre de l'album est spécial pour nous, car il est le premier endroit que nous avons joué ensemble en tant que groupe, sortir en tournée pour soutenir l'album est tout aussi incroyable, faire des spectacles dans nos villes natales est pour nous la façon idéale de célébrer, jouer en live est ce que nous aimons le plus, afin d'être en mesure de jouer à nos plus grandes salles dans les villes où nous avons grandi est ce qu'il ya de plus spécial », déclare Joel Peat.
When She Was Mine, le premier single officiel de l'album, est réalisé le 27 mai 2012 et se classe 4e au UK Singles Chart. Leur second single, Taking Over Me qui est réalisé le 5 août 2012, fait mieux que le précédent il atteint la 3e place à l'UK Singles Chart. En septembre 2012, Lawson sort leur 3e single, Standing in the Dark. Le groupe cite John Mayer comme une inspiration.
Au début de 2013, Lawson joue sa première tournée en tête d'affiche en Amérique du Nord, à guichet fermé au Bowery Ballroom de New York, au Troubadour de Los Angeles, et au Mod Club au Canada. En février, ils effectuent la tournée Chapman Square avec 18 dates joués à guichet fermé au Royaume-Uni et en Irlande. Alors qu'ils travaillent sur un repack de Chapman Square, ils visitent l'Asie du Sud-Est et l'Australie avant d'annoncer nombre de dates en festival comme le T in the Park, le V Festival, et le Hard Rock Calling.

### Chapman Square/Chapter II(2013)
Le groupe sortira son second album intitulé Chapman Square/Chapter II le 20 octobre 2013. Entretemps sort le single Brokenhearted avec le rappeur américain B.o.B, qui est le premier single du repack de Chapman Square en juillet 2013. Le groupe annonce le deuxième single,Juliet, pendant sa tournée américaine à la seconde moitié de 2013. Le morceau est publié le 13 octobre 2013. L'actrice Kelly Brook endosse le rôle du personnage principal sur le clip du morceau. Le groupe participe aussi au iTunes Festival 2013, ouvrant pour Jessie J. Lawson commence sa tournée en tête d'affiche, le Everywhere We Go Tour, en septembre 2013. La version repack, Chapman Square / Chapter II, est publié le 21 octobre 2013. Elle comprend les morceaux de la version originale de Chapman Square et six nouveaux morceaux. La version deluxe de Chapter II comprend des versions acoustiques.

### Roads(2014–2015)
Le 2 février 2015, Lawson annonce sur Twitter annonce le groupe live à Leeds le 2 mai 2015.  Plus tard, le groupe annonce la sortie de l'album Perspective quelque part pour 2015. Il est repoussé du fait qu'Andy Brown ait été transporté à l'hôpital pour des problèmes respiratoires Perspective is now due to release on 8 July 2016.
En octobre, Lawson sort son extended play homnoyme partout, sauf aux US et en Asie. Il comprend leurs singles Roads et Under the Sun. La sortie australienne/néo-zélandaise de Lawson coïncide avec leur participation à la tournée de Robbie Williams dans ses pays.

### Perspectiveet pause (depuis 2016)
En janvier 2017, le chanteur Andy Brown annonce sa signature avec le label Decca et la sortie d'un album de country solo. Il annonce la mise en suspens du groupe.

## Membres
- Andrew Christopher Brown, né le 8 mai 1987, est le chanteur et guitariste acoustique du groupe. Il faisait partie du groupe, Avenue, avec son ami et chanteur du groupe The Wanted, Max George. Andy est sorti pendant 3 ans avec Mollie King chanteuse du groupe The Saturdays. Elle a été son inspiration pour la chanson « When She Was Mine » à la suite de leur séparation. À ses 19 ans, Andy est diagnostiqué d'une tumeur au cerveau et c'est le Dr Lawson, dont le nom du groupe est inspiré, qui a réussi à lui sauver la vie.

- Joel Peat, né le 27 juin 1990, est le guitariste et vocaliste du groupe. Il joue de la guitare depuis ses 3 ans quand sa mère lui a acheté l'album de Kate Bush qui a été sa principale inspiration pour être musicien. Il est originaire de Mansfield. Joel a rencontré Ryan à travers la scène de la musique dans leurs villes natales voisines.

- Ryan Gary Fletcher, né le 9 janvier 1990, est le bassiste et second vocaliste du groupe. Il est originaire de Chesterfield. Il a appris à jouer de la guitare à l'âge de 10 ans mais il a commencé la basse à l'âge de 14 ans quand il faisait des concerts avec Joel. Ryan est un grand fan de heavy rock music et il cite Bon Jovi et Guns N' Roses. Son crush est Zooey Deschanel.

- Adam James Pitts, né le 24 décembre 1990, est le batteur du groupe. Il a grandi à Bridlington mais il est originaire de Brighton. Adam a commencé la batterie à l'âge de 10 ans, par la suite il est entré à music college in London. Fix you par Coldplay est sa chansons préférée et c'est celle qu'il joue en scène lors de la pause. Il est sorti avec l’actrice américaine Lucy Hale de Pretty Little Liars d’août 2014 à mai 2015.

## Discographie

### Albums studio
| Titre          | Détails |
| -------------- | --- |
| Chapman Square | - Réalisé : 22 octobre 2012 - Label : Polydor Records, Global Talent Records - Formats : CD, 2CD, 3CD, téléchargement |

### Singles
| Année                                                                            | Titre                       | Meilleure position | Meilleure position | Meilleure position | Meilleure position | Meilleure position | Album                                         |
| Année                                                                            | Titre                       | UK                 | IRL                | HON                | POL                | ÉCO                | Album                                         |
| -------------------------------------------------------------------------------- | --------------------------- | ------------------ | ------------------ | ------------------ | ------------------ | ------------------ | --------------------------------------------- |
| 2012                                                                             | When She Was Mine           | 4                  | 46                 | —                  | —                  | 4                  | Chapman Square                                |
| 2012                                                                             | Taking Over Me              | 3                  | 32                 | 39                 | —                  | 3                  | Chapman Square                                |
| 2012                                                                             | Standing in the Dark        | 6                  | 50                 | —                  | —                  | —                  | Chapman Square                                |
| 2012                                                                             | Learn to Love Again         | 13                 | 50                 | —                  | —                  | 9                  | Chapman Square                                |
| 2013                                                                             | Brokenhearted (feat. B.o.B) | 6                  | 12                 | 40                 | —                  | 5                  | Chapman Square - Special Edition (Chapter II) |
| 2013                                                                             | Juliet                      | 3                  | 32                 | —                  | 3                  | 3                  | Chapman Square - Special Edition (Chapter II) |
| 2015                                                                             | Roads                       |                    |                    |                    |                    |                    |                                               |
| « — » signifie que le titre ne s'est pas classé ou n'est pas sorti dans ce pays. |                             |                    |                    |                    |                    |                    |                                               |